# Carmen Electra
Carmen Electra (født 20. april 1972) er en amerikansk sanger, skuespiller og model. Hendes rigtige navn er Tara Leigh Patrick. Hun har blandt andre medvirket i filmene Mænd er fra Mars og Kvinder er fra Venus, Scary Movie og tv-serien Baywatch.
Hun blev født i Cincinnati, Ohio. Hun har irske, tyske og cherokee forfædre. Hendes forældre er Harry Patrick, guitarist og entertainer, og Patricia, som var sanger.
Hendes mor døde i 1998, af en hjernesvulst. Samme år døde hendes storesøster Debbie af et hjerteanfald.

I 2008 har har hun medvirket i filmene Meet the Spartans, I Want Candy og Epic Movie.

## Filmografi
| År   | Titel                                     | Role                    |
| ---- | ----------------------------------------- | ----------------------- |
| 1997 | American Vampire                          | Sulka                   |
| 1997 | Good Burger                               | Roxanne                 |
| 1998 | Starstruck                                | Iona Shirley            |
| 1998 | The Chosen One: Legend of the Raven       | McKenna Ray / The Raven |
| 1999 | The Mating Habits of the Earthbound Human | Jenny Smith             |
| 1999 | Vacanze di Natale 2000                    | Esmeralda               |
| 2000 | Scary Movie                               | Drew Decker             |
| 2001 | Sol Goode                                 | Treasure                |
| 2001 | Perfume                                   | Simone                  |
| 2001 | Get Over It                               | Mistress Moira          |
| 2002 | Rent Control                              | Audrey                  |
| 2002 | Cleavage                                  | sig selv                |
| 2003 | Uptown Girls                              | Celebrity               |
| 2003 | My Boss's Daughter                        | Tina                    |
| 2003 | Baywatch: Hawaiian Wedding                | Lani McKenzie           |
| 2004 | Starsky & Hutch                           | Staci                   |
| 2004 | Mr. 3000                                  | sig selv                |
| 2004 | Max Havoc: Curse of the Dragon            | Debbie                  |
| 2004 | Monster Island                            | sig selv                |
| 2005 | Dirty Love                                | Michelle Lopez          |
| 2005 | Lil' Pimp                                 | Honeysack               |
| 2005 | Getting Played                            | Lauren                  |
| 2005 | Cheaper by the Dozen 2                    | Serena Murtaugh         |
| 2005 | Searching for Bobby D                     | Rebecca                 |
| 2006 | Date Movie                                | Anne                    |
| 2006 | Scary Movie 4                             | Holly                   |
| 2006 | Hot Tamale                                | Riley                   |
| 2006 | American Dreamz                           | sig selv                |
| 2006 | National Lampoon's Pledge This!           | sig selv                |
| 2006 | Lolo's Cafe                               | Desiree                 |
| 2007 | Epic Movie                                | Mystique                |
| 2007 | I Want Candy                              | Candy Fiveways          |
| 2007 | Full of It                                | sig selv                |
| 2008 | Christmas in Wonderland                   | Ginger Peachum          |
| 2008 | Meet the Spartans                         | Gorgo                   |
| 2008 | Hollywood Residential                     | sig selv                |
| 2008 | Disaster Movie                            | Beautiful Assassin      |
| 2009 | Leisure Suit Larry: Box Office Bust       | Ginger Vitus            |
| 2009 | Oy Vey! My Son Is Gay!!                   | Sybil Williams          |
| 2010 | Barry Munday                              | Iconic Beauty           |
| 2011 | Mardi Gras: Spring Break                  | sig selv                |
| 2012 | 2-Headed Shark Attack                     | Anne Babish             |
| 2014 | Lap Dance                                 | Lexus                   |
| 2015 | Chocolate City                            | Club DJ                 |
| 2015 | Book of Fire                              | Theodora                |